# Steigersbach
Der Steigersbach ist ein 6 km langer, nordöstlich laufender Bach im Nordosten Baden-Württembergs im Kirnberger Wald und im Gaildorfer Becken, der etwas vor dem Stadtteil Unterrot der Kleinstadt Gaildorf im Landkreis Schwäbisch Hall von links und Südwesten in den oberen Kocher mündet.

## Geographie

### Verlauf
Der Steigersbach entsteht auf etwa 475 m ü. NN beim Weiler Wildgarten etwas nördlich von Gschwend gegenüber dem dortigen Straßendreieck an der Bundesstraße 298. Er fließt anfangs ostnordöstlich und tritt schon nach etwa hundert Metern vom Hungerweg begleitet in das große Waldgebiet zwischen der Bundesstraße und dem Kochertal nordöstlich davon ein, in dem er den größten Teil seines Lauf hinter sich bringt.
Nach etwa 1,6 km mündet von rechts der Seebach zu, sein fast gleich langer und fast genauso einzugsgebietsreicher rechter Oberlauf, der beim Gschwender Waldhaus entsteht, im Oberlauf einen Wasserfall hat und in seinem unteren Abschnitt einst zum Bergsee angestaut wurde, einem sogenannten Treibsee oder auch Schwellweiher, durch dessen periodischen schnellen Ablass man einst in der für diese Transportmethode von Natur aus zu wenig Wasser führenden Bachfolge Scheitholz zum Kocher und dann weiter bis Schwäbisch Hall flößen konnte. Heute ist der schon teilweise verlandete See ein Naturdenkmal.
Kurz danach und nach dem Wechsel über die Kreisgrenze auf die Unterroter Teilgemarkung der Stadt Gaildorf fließt von links ein nahe bei Honkling ebenfalls an der Bundesstraße entstehender Bach etwa selber Größe aus der Rußklinge zu, der Steigersbach schwenkt daraufhin auf etwa östlichen Lauf, wird von einem Bach durch die Sangehrenklinge von Reippersberg her verstärkt und passiert die Stelle, wo einst die Reippersberger Sägmühle stand. Daraufhin mündet von Süden her auf 369 m ü. NN in stark eingekerbtem Bett der Zwieselbach zu, sein zweitgrößter Nebenfluss, dessen im Bogen von Südwesten bis Südosten aufgefächertes Bachsystem sich aus Quellen zwischen den Gschwender Weilern Buchhaus und Rotenhar im Bereich des Hohen Nols (564,9 m ü. NN) entspringen. Der Steigersbach fließt hiernach nordöstlich weiter.
Etwa wo der bis hierher den Bach begleitende, gut gegründete Waldweg zum dritten Mal den Lauf quert, mündet ein weiterer, wieder kleinerer Bach von links aus der Säuklinge, danach verlässt der Weg die Talmulde nach oben zu seinem Anschluss an die Talsteige der Kreisstraße 2662 nach Schönberg hinab. Zu dessen Füßen wechselt im Tal nach fast drei Viertel seiner Länge der Steigersbach in die Wiesenflur um den Unterroter Weiler Schönberg, den ersten Ort am Ufer seit Wildgarten, vor dem ein Mühlkanal nach rechts abgeht, der nach Durchqueren des Weilers zurückmündet.
Gleich danach fließt der größte, etwa ein Drittel zum gesamten Einzugsgebiet beitragende Nebenfluss Osterbach von Süden her zu, dessen längster Oberlauf durch die Buchgehrnklinge seinen Ursprung an der Teufelskanzel unter dem höchsten Gipfel und Nordsporn Hohentannen (565,4 m ü. NN) der im Süden anschließenden Frickenhofer Höhe hat. Nach diesem Osterbach zieht der Steigersbach seinen letzten halben Kilometer nordwärts zwischen den letzten Wiesen seines eigenen Tals und dann durch ein Stück Ackerflur in der anschließenden weiten Flussaue des Kocher bis zu seiner Mündung in diesen kurz vor dem Beginn des Gewerbegebietes vor Unterrot auf 327,1 m ü. NN und von links.
Der Steigersbach mündet nach 6,0 km langem Lauf mit mittlerem Sohlgefälle von rund 24 ‰ etwa 148 Höhenmeter unterhalb seines Ursprungs.

### Einzugsgebiet
Der Steigersbach hat ein 16,5 km² großes Einzugsgebiet, das – schmale Randstreifen und eine Wiesenflur um Schönenberg am untersten Lauf von zusammen allenfalls wenig über 2,0 km² ausgenommen – geschlossen bewaldet ist. Naturräumlich zählt es zum Kirnberger Wald, einem Unterraum der Schwäbisch-Fränkischen Waldberge. Der Steigersbach durchzieht es, meist etwas näher der Wasserscheide zur Linken als der zur Rechten, auf etwa nordöstlichem Lauf, seine zwei größten Zuflüsse laufen ihm von rechts zu.
Von der Mündung nahe dem Ostende des Gewerbegebiets entlang der Schönberger Straße von Unterrot steigt diese rechte Wasserscheide auf den Dürrenberg und zieht dann in weiterhin südöstlicher Richtung bis in den Lautenwald an die K 2635 von Sulzbach in Richtung Rotenhar zwischen Nestelberg und Steinhöfle. Dann steigt sie in fortan westlicher Richtung auf den höchsten Punkt am Wasserreservoir auf den Gipfel des Hohentannen (565,4 m ü. NN), des höchsten Bergs und Nordsporns der Frickenhofer Höhe. Bis hierher konkurriert jenseits außer dem Vorfluter Kocher selbst und einigen Kleinzuflüssen von ihm zuletzt der oberhalb in diesen mündende Große Wimbach mit seinen Zuflüssen.
Auf einem Sattel nach Rotenhar wieder abgestiegen, verläuft die Grenze des Einzugsgebietes weiterhin westlich bis zum Weiler Waldhaus wenig nördlich von Gschwend selbst; auf diesem Abschnitt hielt sich früher die Trasse des Schlittenwegs Nestelberg–Ebnisee etwa an die Kammlinie, auf der auch der Hohe Nol (564,9 m ü. NN) liegt, eine isolierte Schwarzjurakuppe im Vorfeld der Frickenhofer Höhe. Bis zum Nol entwässert der Joosenbach, dann kleinere linke Zuflüsse von ihr die Gegenseite zur „Gschwender“ Rot, die über deren großen Nebenfluss Lein noch weiter aufwärts den Kocher erreicht.
Vom Waldhaus an nimmt der zur Fichtenberger Rot laufende Rauhenzainbach den Abfluss jenseits der nun ab Waldhaus auf einem flachen Flurrücken verlaufenden, linksseitigen Wasserscheide auf, die neben der B 298 in Richtung Unterrot bis Honkling nördlich verläuft, dann auf einem kurzen Stück bis Reippersberg nordöstlich, wobei nunmehr außen das Einzugsgebiet des Eichelbachs zur Fichtenberger Rot angrenzt. Hinter dem ebenfalls nicht sehr langen Reststück bis zurück zur Mündung entwässern kleinere Bäche alle zur Fichtenberger Rot, dem nächsten und viel größeren linken Zufluss des Kochers nach dem Steigersbach.
Der größere Teil des Einzugsgebietes liegt in der Stadtteilgemarkung Unterrots der Stadt Gaildorf im Landkreis Schwäbisch Hall. Ein kleinerer, im Westen und Süden, auf der Ortsteilgemarkung von Gschwend selbst und von Frickenhofen der Gemeinde Gschwend im Ostalbkreis, von dessen anderer Gemeinde Sulzbach-Laufen merklich kleinere Teil der Gemarkung von Sulzbach und ein winziger von Laufen im Südosten ins Einzugsgebiet reicht.

### Zuflüsse und Seen
Liste der Zuflüsse und  Seen von der Quelle zur Mündung. Gewässerlänge, Seefläche und Einzugsgebiet und Höhe nach den entsprechenden Layern auf der Onlinekarte der LUBW. Andere Quellen für die Angaben sind vermerkt.
Quelle des Steigersbachs auf etwa 475 m ü. NN beim Gschwender Weiler Wildgarten neben der B 298 Gschwend–Gaildorf. Der Bach fließt von dort an anfangs neben dem Hungerweg ungefähr ostnordöstlich durch ein großes geschlossenes Waldgebiet, in dem oder hat an dessen Rand auch sämtliche Zuflüsse entstehen.
- (Bach aus der Langengerenklinge) , von links und etwa Westen auf etwa 415 m ü. NN, 0,9 km und ca. 0,3 km².[LUBW 8] Entsteht auf etwa 467 m ü. NN im östlichen Teils des Wiesengewann Seebeet und trennt bald im Wald das Kurzengeren rechts vom Langengeren links.
- Seebach, von rechts und Südsüdwesten auf etwa 398 m ü. NN bei, 1,7 km und 0,9 km². Entspringt auf etwa 495 m ü. NN am Waldrand beim Gschwender Weiler Waldhaus.
  -  Passiert einen Waldteich auf etwa 480 m ü. NN links am Lauf, 0,1 ha.
  -  Durchfließt den als Treibsee angelegten und mit seinem verlandeten Randstreifen heute als Naturdenkmal deklarierten Bergsee auf über 430 m ü. NN, 0,3 ha.
- (Bach aus der Rußklinge), von links und (mit dem Hauptast) Nordwesten auf etwa 396 m ü. NN wenig nach dem vorigen, 1,4 km und ca. 1,1 km².[LUBW 8] Entsteht auf etwa 472 m ü. NN gegenüber der nördlichen Anbindung von Honkling an die B 298.
Nacht diesem Zufluss läuft der Steigersbach zunächst fast östlich.
- (Bach aus der Sangehrenklinge), von links und Nordwesten auf unter 390 m ü. NN zwischen zwei Brücken des bachbegleitenden Waldwegs nahe der Wüstung der ehemaligen Reippersberger Sägmühle, 1,3 km und ca. 0,9 km².[LUBW 8] Entsteht auf etwa 473 m ü. NN im Waldrand südlich des Unterroter Höhenweilers Reippersberg.
  - (Anderer Quellast), von links und Nordnordwesten auf unter 400 m ü. NN weniger als 200 Meter vor der Mündung, 0,8 km und ca. 0,3 km².[LUBW 8] Entsteht auf allenfalls etwas über 470 m ü. NN im Waldgewann Hirschreute südöstlich von Reippersberg, der Oberlauf ist unbeständig.
- Zwieselbach, von rechts und Süden auf etwa 369 m ü. NN[LUBW 2] im Bereich einer ausgeprägten Bachkerbe vor dem Südostsporn der Stößelhalde, 2,1 km und 3,1 km². Entspringt auf etwa 520 m ü. NN etwas östlich der Kuppe des Hohen Nols (564,9 m ü. NN[LUBW 5]) nahe dem Einzelhof Hohenohl (!) von Gschwend. Vor allem etwas westlich am Nordhang des Hohen Nols entsteht auf jeweils ungefähr 550 m ü. NN[LUBW 1] ein Büschel von Quellbächen, deren schnell durch kleine Waldklingen zulaufende kürzere dann auf 437,2 m ü. NN[LUBW 2] im stark eingerissenem Bachtal vereint sind, weitere laufen später zu.
Nach diesem Zufluss wechselt der Steigersbach auf Nordostlauf.
  - (Zufluss aus dem Gewann Im Sumpf), von links und Südwesten auf etwa 430 m ü. NN, 0,5 km und ca. 0,1 km².[LUBW 8] Entsteht auf etwa 480 m ü. NN erst am Hangfuß des Hohen Nols.
  - (Zufluss vom ehemaligen Schlittenweg Nestelberg–Ebnisee), von links und zuletzt Südwesten auf etwa 390 m ü. NN, 1,6 km und ca. 1,0 km².[LUBW 8] Entsteht auf etwa 500 m ü. NN an Nordhang des Nols und fließt in einem Linksbogen um das Gewann Im Sumpf.
    - (Zufluss vom Kreuzstein), von links und Südwesten auf etwas über 430 m ü. NN östlich-unterhalb einer Forsthütte in einer Waldlichtung, 0,5 km und ca. 0,1 km².[LUBW 8] Entspringt auf etwa 485 m ü. NN ebenfalls dicht am Schlittenweg.

  - (Bach), von rechts und Südosten auf weniger über 380 m ü. NN unter der Leiterhalde und gegenüber der Stößelhalde, 1,6 km und ca. 1,1 km².[LUBW 8] Entspringt auf etwa 500 m ü. NN unmittelbar am Nordrand des Gschwender Weilers Rotenhar.
    - (Anderer Quellast), von links und Süden auf etwa 415 m ü. NN, 0,7 km und ca. 0,2 km².[LUBW 8] Entsteht auf etwa 500 m ü. NN im beginnenden Wald am Westende von Rotenhar.
- (Bach aus der Säuklinge), von links und Westnordwesten auf etwa 355 m ü. NN an der letzten Brücke des Waldwegs im Tal vor dessen Anstieg zur K 3330/K 2662 Rotenhar–Schönberg, 1,4 km und ca. 0,9 km².[LUBW 8] Der Hauptoberlauf entsteht auf etwa 470 m ü. NN östlich von Reippersberg im Wald. Hat zwei anfangs unbeständige Oberläufe in bald steil eingerissenen Klingen.
Weniger als 500 Meter nach diesem Zufluss öffnet sich die Flur im Tal zum Wiesengrund um den Unterroter Weiler Schönberg.
- (Schönberger Mühlkanal), geht vor Schönberg auf etwa 340 m ü. NN nach rechts ab und fließt nach dem Ort kurz vor dem folgenden von rechts zurück, 0,6 km.

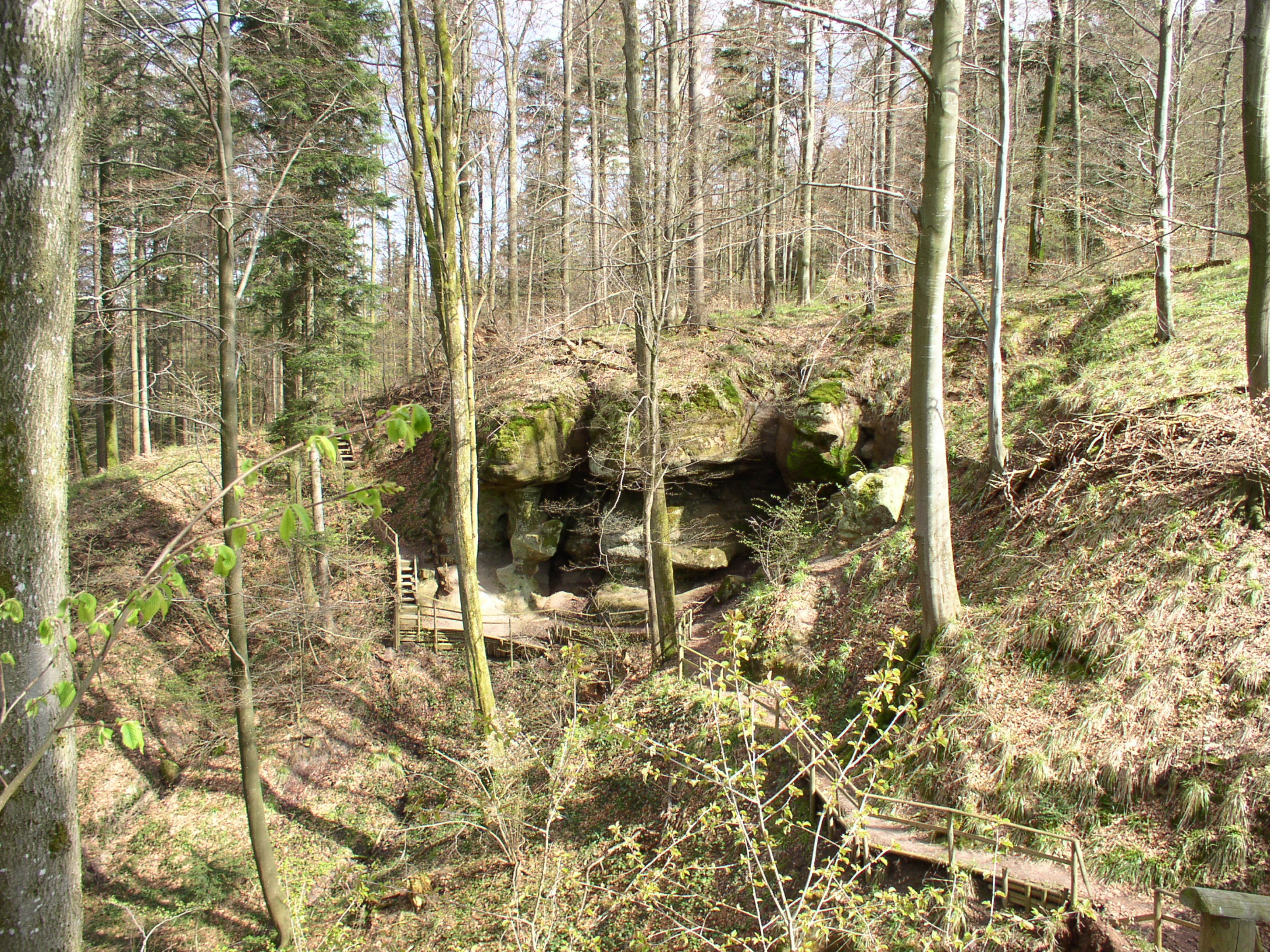
Die Teufelskanzel ist die höchste, allerdings unbeständige Quelle des Osterbachs.

- Osterbach[1], von rechts und Süden bis Südosten auf unter 335 m ü. NN gleich nach Schönberg, 4,7 km mit dem Oberlauf aus der Buchgehrnklinge und 5,5 km². Die höchsten, über die Buchgehrnklinge beständig zunächst nordostwärts abfließenden Quellen entspringen auf etwa 515 m ü. NN nahe oder an der Teufelskanzel am Nordabfall des Hohentannen.
Nach diesem Zufluss läuft der Steigersbach seinen letzten halben Kilometer nordwärts.
  - (Bach zwischen Hinterem Wald und Häberlensforst), von rechts und Süden auf etwa 445 m ü. NN, XX km und ca. 0,4 km².[LUBW 8] Ist wenig kürzer, aber etwas einzugsgebietsreicher als der ein ca. 0,2 km².[LUBW 8] großes Teileinzugsgebiet beitragende Hauptast. Entsteht auf unter 500 m ü. NN am Nordostabfall von Hohentannen neben der K 3248 (später: K 2635) Rotenhar–Sulzbach.
Von diesem Zufluss an zieht die Buchgehrenklinge nordwärts.
  - Hirschbach, von links und Westsüdwesten auf 388 m ü. NN[LUBW 2] zwischen Hirschberg links und Eckertsberg rechts an einer Gemarkungsspitze von Gschwend, 1,8 km und ca. 1,2 km².[LUBW 8] Entsteht unbeständig auf etwa 472 m ü. NN im Heidenbühl nordöstlich von Rotenhar und läuft lange nördlich, zuletzt östlich.
Nach diesem Zufluss wendet sich der Osterbach kurz auf Ostlauf.
  - (Oberlauf Osterbach (?))[1], von rechts und Südosten auf etwa 382 m ü. NN zwischen Eckertsberg im Nordwesten, Dürrenberg im Osten und Eckertsberg im Süden, 1,5 km und ca. 1,1 km².[LUBW 8] Entsteht auf etwa 461 m ü. NN am Damenweg zwischen Mittelberg rechts und Rotem Bühl rechts.
  - (Klingenbach aus dem Storrenwald), von links und Südwesten auf etwa 358 m ü. NN weniger als 500 Meter vor dem Austritt des Osterbachs in die Wiesenflur um Schönberg, 0,7 km und ca. 0,3 km².[LUBW 8] Entsteht auf etwa 440 m ü. NN nördlich des Hirschberg-Rückens.

Mündung des Steigersbachs von links und zuletzt Süden auf 327,1 m ü. NN wenig vor dem Beginn der Gewerbezone von Unterrot in der linken Flussaue in den Kocher. Der Steigersbach ist 6,0 km lang und hat ein Einzugsgebiet von 16,5 km².

### Ortschaften
Im sehr waldreichen Einzugsgebiet liegen nur wenige kleine Orte und davon zur Gänze und beidseits des Baches nur der Unterroter Weiler Schönberg im Nordosten am Unterlauf wenig vor der Mündung. Der ebenfalls zur Unterrot gehörende Weiler Reippersberg liegt zumeist jenseits der nördlichen Wasserscheide. Die noch folgenden Weiler liegen alle in der Gemeinde Gschwend. Im Nordwesteck liegt größtenteils außerhalb Honkling, am Südwesteck überwiegend innerhalb Waldgarten und überwiegend außerhalb Waldhaus, beide jeweils nahe an der Quellen des Bachs selbst und seines ersten bedeutenderen Zuflusses. Alle diese liegen in der Teilortgemarkung von Gschwend selbst. Schließlich liegt, zur Hälfte innerhalb, der Weiler Rotenhar in der Teilortgemarkung Frickenhofens auf der südlichen Wasserscheide zwischen den beiden höchsten Erhebungen Hoher Nol und Hohentannen.
Am Mittellauf des Steigersbachs stand früher die Reippersberger Sägmühle, heute eine Ortswüstung.

## Geologie
Die zwei höchsten Erhebungen im Einzugsgebiet, der Gipfel der Kuppe des isolierten Hohen Nols und der Sporn Hohentannen der sich von diesem aus nach Süden erstreckenden Hochfläche der Frickenhofer Höhe, ragen bis in den Unterjura. Sonst bedecken überall Keuperschichten die Landschaft. Um die beiden legt sich jeweils ein schmales Band aus Knollenmergel (Trossingen-Formation). Darunter erstreckt sich weithin eine wellige Ebene im Stubensandstein (Löwenstein-Formation), in dem auch die meisten Bachquellen entspringen. Der größte Teil der Bachtäler ist in die darunterliegenden Schichten des Mittelkeupers eingegraben, über den Kieselsandstein (Hassberge-Formation), die Unteren Bunten Mergel (Steigerwald-Formation) und den Schilfsandstein (Stuttgart-Formation) bis in den Gipskeuper (Grabfeld-Formation) hinunter. Anders als in der weiteren Umgebung nimmt der Kieselsandstein nur eine vergleichsweise geringe Fläche ein und es gibt auch keinen merklichen Hangabsatz in Höhe des sehr schmalen Schilfsandstein-Bandes.
Das Hauptgewässer Steigersbach erreicht den Gipskeuper zwischen dem Zulauf des Seebachs und des Zwieselbachs und verbleibt darin bis zur Mündung. Vor Schönberg schon verläuft der Steigersbach in einem Auensedimentband, das sich ab dem Zufluss des Osterbachs stark ausweitet.

### LUBW
Amtliche Online-Gewässerkarte mit passendem Ausschnitt und den hier benutzten Layern: Steigersbach mit Einzugsgebiet

Allgemeiner Einstieg ohne Voreinstellungen und Layer: Daten- und Kartendienst der Landesanstalt für Umwelt Baden-Württemberg (LUBW) (Hinweise)
1. 1 2 3  Höhe nach dem Höhenlinienbild auf dem Hintergrundlayer Topographische Karte.
2. 1 2 3 4 5  Höhe nach blauer Beschriftung auf dem Hintergrundlayer Topographische Karte.
3. 1 2  Länge nach dem Layer Gewässernetz (AWGN).
4. 1 2  Einzugsgebiet aufsummiert aus den Teileinzugsgebieten nach dem Layer Basiseinzugsgebiet (AWGN).
5. 1 2 3  Höhe nach schwarzer Beschriftung auf dem Hintergrundlayer Topographische Karte.
6. ↑  Seefläche nach dem Layer Stehende Gewässer.
7. ↑  Einzugsgebiet nach dem Layer Basiseinzugsgebiet (AWGN).
8. 1 2 3 4 5 6 7 8 9 10 11 12 13 14 15  Einzugsgebiet abgemessen auf dem Hintergrundlayer Topographische Karte.
9. ↑  Länge abgemessen auf dem Hintergrundlayer Topographische Karte.

### Andere Belege
1. 1 2 3 4  
Für den Osterbach und seine Oberläufe nennen die Quellen verschiedene Namen. Die folgende Beschreibung der Namensabschnitte stützt sich auf die im Abschnitt zu den Zuflüssen gewählten Benennungen.
  - Eine Osterbachstraße, der mündungsnah den Unterlauf des Osterbachs quert, beglaubigt diesen Namen.
  - Die Beschriftung auf der topographischen Karte nennt den Unterlauf Osterbach ab dem Zufluss des letzten rechten Zuflusses gegenüber dem Südosthang des Hirschbergs. Von den Läufen oberhalb ist nur der linke Zufluss am Südhang des Hirschbergs bezeichnet, mit dem Namen Hirschberg. Eine Bezeichnung Buchgehrenklinge – ohnehin eher ein Tal- als ein Gewässername – tritt nirgends auf, jedoch ein Gewannname Buchgehren auf dem Mündungssporn rechts des Hirschbachs.
  - Das Layer Gewässernamen der LUBW (s. o.) nennt den gesamten, hier als Osterbach bezeichneten Lauf Buchgehrnklinge von unterhalb der Teufelsklinge bis zur Mündung in den Steigersbach und bezeichnet den letzten rechten Zulauf gegenüber dem Südosthang des Hirschbergs mit dem Namen Osterbach.
  - Die Onlinekarte Geoportal Baden-Württemberg (Hinweise) (Detailkarte (Memento des Originals vom 5. August 2016 im Internet Archive)  Info: Der Archivlink wurde automatisch eingesetzt und noch nicht geprüft. Bitte prüfe Original- und Archivlink gemäß Anleitung und entferne dann diesen Hinweis.) folgen auf dem dort einzig angebotenen relevanten Gewässerlayer Fließgewässer 1:10.000 die Bezeichnungen dem Gewässernamen-Layer der LUBW. Beschriftet auf der voreingestellten Hintergrundkarte ist dagegen der hier auch so bezeichnete Lauf mit Osterbach.

Die getroffene Wahl für die hier benutzte Benennung stützt sich auf die Erfahrung, dass die Beschriftungen auf den topographischen Karten gewöhnlich zuverlässiger sind als die teils recht willkürlichen Benennungen auf den Gewässerlayern, wenn Teilabschnitte eines Fließgewässers verschiedene Namen haben. Möglicherweise findet sich der Talname (!) Buchgehrenklinge für die Oberlaufklinge wirklich auf einer lokalen Forst- oder Lagekarte – oder es handelt sich dabei um eine willkürliche Neubenennung nach dem links anliegenden Waldgewann. Umgekehrt ist wohl schwer zu bezweifeln, dass der Name des Unterlaufs Osterbach ist, der deshalb hier für den Gesamtlauf übernommen wurde.
2. ↑  Hansjörg Dongus: Geographische Landesaufnahme: Die naturräumlichen Einheiten auf Blatt 171 Göppingen. Bundesanstalt für Landeskunde, Bad Godesberg 1961. → Online-Karte (PDF; 4,3 MB)
3. ↑  Geologie nach der unter → Literatur aufgeführten geologischen Karte. Einen gröberen Überblick verschafft auch: Mapserver des Landesamtes für Geologie, Rohstoffe und Bergbau (LGRB) (Hinweise)